# کرهیه (روستا)
 کرهیه  به عربی ( الکرهیة )، روستایی است در دهستان واقی از توابع استان استان صَنعاء در کشور یمن در شبه جزیره عربستان.

## جمعیت
جمعیت آن ( ۴۰) نفر (۵ خانوار) می‌باشد.